# Amanda Folsom
Amanda L. Folsom (née en 1979) est une mathématicienne américaine spécialiste de théorie analytique des nombres et de ses applications en combinatoire. Elle est professeure associée en mathématiques au Amherst College, en année sabbatique en 2018-2019 suivi d'un semestre comme von Neumann Fellow à l'Institute for Advanced Study.

## Carrière professionnelle
Amanda Folsom a obtenu son B.A. avec honneurs à l'université de Chicago en 2001, suivi d'un Ph.D. en 2006 à l'université de Californie à Los Angeles. Sa thèse, intitulée Modular Units a été supervisée par William Duke (en),.
Après un post-doc à l'Institut Max-Planck de mathématiques à Bonn de 2006 à 2007, et à l'université du Wisconsin à Madison de 2007 à 2010, elle est nommée professeur assistant, puis associé au département de mathématiques de l'Université Yale en 2010. De là, elle passe comme professeur associé au Amherst College en 2014. Elle est Simons Fellow in Mathematics pour 2019.

## Contributions
Avec Ken Ono, Jan Hendrik Bruinier (en) et Zachary Kent, Amanda Folsom contribue à la découverte de la structure fractale structure de la fonction des partitions d'entiers, propriété qui permet le calcul exacte de toute valeur particulière de la fonction par un formule finie,.
La grille de Folsom–Ono est nommée d'après Folsom et Ono ; elle est construite à partir de deux suites de Poincaré (en) qui définissent des  formes de Maass harmoniques (en) et des formes modulaires. Les coeffcients de ces suites sont placées sur une grille en deux dimensions, et dans un article de 2008, Folsom and Ono conjecturent que les valeurs dans sur cette grilles sont toutes des entiers. Cette conjecture a été prouvée par la suite,.
Amanda Folsom est aussi connue par ses recherches avec Ken Ono et Robert C. Rhoades qui raffinent des résultats de Srinivasa Ramanujan sur les fausses formes modulaires.
Avec Kathrin Bringmann, Ken Ono, et Larry Rolen, Amanda Folsom est coauteur du livre Harmonic Maass Forms and Mock Modular Forms: Theory and Applications,. Ce livre a obtenu le prix PROSE (en) 2018 du meilleur livre savant en mathématiques de l'Association of American Publishers (en).